# Jan Vedral
Jan Vedral (* 20. listopadu 1955 Praha) je český dramatik a teatrolog, soustřeďující se především na rozhlasovou hru.

## Život
Je synem režiséra Rudolfa Vedrala. Po absolvování Gymnázia Jana Nerudy v Praze nesměl být přijat k vysokoškolskému studiu,[zdroj?] byl zaměstnán jako pomocný dělník v papírnách. Po dvouleté vojenské službě zakončil v roce 1981 dálková studia DAMU. Během studia působil jako metodik ochotnického divadla, jako dramaturg Státního divadla Oldřicha Stibora v Olomouci, v 80. letech pak v Divadelním ústavu, jako dramaturg rozhlasových her v Československém rozhlase, od roku 1986 jako šéfdramaturg Divadla na Vinohradech. Díky němu se na této scéně premiérou hry Hlasy ptáků v režii Jana Kačera dne 22. června 1989 vrátil na česká jeviště Josef Topol. Od roku 1984 přednáší na DAMU, v 80. letech se významně angažoval jako lektor českého amatérského divadla. V letech 1990–1994 byl ředitelem Městských divadel pražských, pak (opětovně) do roku 1998 šéfdramaturgem Divadla na Vinohradech, na počátku milénia působil pět let jako dramaturg Činoherního studia v Ústí nad Labem. Od roku 2005 působí jako programový poradce v Českém rozhlase.
V roce 1994 byl habilitován docentem, v roce 2001 jmenován profesorem dramaturgie činoherního divadla. V roce 2009 získal titul PhD. na VŠMU v Bratislavě za práci Horizont události (Teoretická postdramaturgie). Vedle kontinuální pedagogické činnosti na Divadelní fakultě AMU v Praze byl jedním ze zakladatelů soukromé vysoké školy Literární akademie J. Škvoreckého a dva roky jejím prorektorem, učil tři roky na Vyšší odborné škole publicistiky, od roku 2005 přednáší na Fakultě dramatických umění Akademie umění v Banské Bystrici. V současné době je šéfdramaturgem Divadla na Vinohradech.

## Rodina
Od roku 1977 je ženatý (manželka, PhDr. Eva Vedralová, byla ředitelkou Koncertní a výstavní síně Atrium na Žižkově), má dva syny, divadelního producenta Jakuba a publicistu Jana.

## Dílo
Klíčovým tématem, kterým se Vedral ve svých původních divadelních a rozhlasových hrách a také v dramatizacích zejména zabývá, je vztah umění a moci, nahlížený na příbězích, jež jsou buď obrazem umělecké existence v totalitě (Urmefisto – 1987, Mistr a Markéta podle Bulgakova – 1987), nebo přímo studií umělce kompromitujícího se spoluprací s totalitním režimem opírající se o konkrétní události především v nedávné české minulosti (Dabér – 1997, Jackson čili showbyznys a umírání v tancích a písních národa českého – 2005, We have got him (Staří režiséři) – 2008, Xaver (Český rozhlasový román) – 2009).

### Rozhlas
- Kurs střelby ve ztížených podmínkách, rozhlasová hra, 1985
- Orfeus 33 – 45, osmidílný původní rozhlasový seriál, 1985
- Urmefisto, původní dvoudílná rozhlasová hra, 1987
- Mistr a Markéta, třídílná rozhlasová dramatizace románu Michaila Bulgakova, 1987
- Delfy, stereofonní rozhlasová hra, 1989
- Ve skladišti mé hlavy, stereofonní rozhlasová hra, 1994
- Dabér, stereofonní rozhlasová hra, 1997
- Čtyřicet dnů, devítidílný rozhlasový seriál podle románu Franze Werfela, 1999
- Aneurysma, původní rozhlasová hra, napsáno 1999, natočeno 2008 Slovenským rozhlasem
- Cesty pana Gullivera, dvoudílná hra podle předlohy Jonathana Swifta, 2002
- Símurgh (Mluva ptáků), rozhlasová pohádka podle Farúduddína Attára, 2004
- Jackson, anebo showbyznys a umírání v tancích a písních národa českého, 2005
- Lord Jim, pětidílný rozhlasový seriál podle románu Josepha Conrada, 2005
- Zámek, rozhlasová dramatizace románu Franze Kafky, 2006
- Achajové, třídílná rozhlasová hra podle antických mýtů, 2006
- Xaver (Český rozhlasový román), sedmidílný původní seriál, 2009
- Mor (dramatizace podle Alberta Camuse), rozhlasová hra, 2012
- Pro strýčka příhodu, rozhlasová hra, 2015

### Divadlo
- Polly v Západní Indii, komedie podle Johna Gaye, 1981, Disk
- Generální zázrak čili Inženýrský mýtus, komedie podle Vladimíra Párala, 1983, VČD Pardubice
- Den delší než století, adaptace románu Čingize Ajtmatova, DNV Praha 1986
- Urmefisto, hra inspirovaná životem a románem Klause Manna, DNV 1987
- Mistr a Markéta, revuální pašije podle románu Michaila Bulgakova, DNV 1989
- Zámek, dramatizace románu Franze Kafky, MDP 1991
- Nadsamec, divadelní mystifikace podle románu Alfreda Jarryho, MDP 1993
- Pěna dní, muzikál podle románu Borise Viana, hudba Milan Svoboda, MDP 1994
- Bolest a kámen, hra na motivy románu Karla Schulze inspirovaná dobovými souvislostmi jeho vzniku, psáno pro DNV, zakázáno 1998
- Obrazy z Francouzské revoluce, scénář spolu s Hanou Burešovou a Štěpánem Otčenáškem, 2000
- Kašpar Hauser (Dítě Evropy), hra, JČD České Budějovice, 2004
- We have got him! (Staří režiséři), hra, ND Praha 2008